# Тимченко, Владимир Александрович
Владимир Александрович Тимченко (28 июля 1931, Порхов, Ленинградская область — 5 декабря 2005, Москва) — советский инженер-механик и учёный в области разработки изделий ракетно-космической техники, участник подготовки и осуществления полёта Первого в Мире космического корабля с человеком на борту (1961), доктор технических наук (1985). Лауреат Государственной премии СССР (1985). Заслуженный машиностроитель Российской Федерации (1996).

## Биография
Родился 28 июля 1931 года в городе Порхове, Псковской области.

### Образование и начало деятельности
С 1950 по 1955 год обучался в Московском авиационном институте, по окончании которого получил специализацию инженера-механика, обучаясь в институте он работал в ОКБ-1 в должности техника под руководством академика С. П. Королёва.

### ВОКБ-1и участие в создании ракетно-космической техники
С 1955 года работал в ОКБ-1 в должностях инженера, старшего инженера, начальника сектора, заместителем начальника и начальника отдела. С 1960 года — 
руководитель проектной группы 11-го отдела, занимался разработкой спускаемых аппаратов различных форм, принимал непосредственное участие в проектировании космических кораблей, предназначенных для пилотируемых полётов по околоземной орбите «Восток», «Восход», «Союз», в проектировании беспилотных кораблей-зондов и пилотируемых кораблей по Советской лунной программе, в проектировании спускаемых аппаратов, средств посадки, систем аварийного спасения экипажей космических кораблей для первых автоматических межпланетных станций.
С 1973 по 2004 год — заместитель главного конструктора и с 2004 года — главный научный сотрудник РКК «Энергия», был руководителем рабочей группы специалистов по разработке и осуществлению работ по проекту первого совместного экспериментального международного пилотируемого космического полёта советского корабля «Союз» и американского корабля «Аполлон». В. А. Тимченко являлся так же одним из руководителей создания и лётных испытаний орбитального корабля и космической программы советской многоразовой транспортной космической системы «Энергия — Буран». Был участником проектирования, создания и испытания транспортного беспилотного грузового космического корабля «Прогресс» и его аналогов, а также пилотируемой орбитальной станции «МКС», пилотируемых орбитальных научных станций «Салют» и «Мир».
Указом Президиума Верховного Совета СССР в 1961 году «За активное участие в подготовке и осуществлении полёта первого в мире космического корабля с человеком на борту» В. А. Тимченко был награждён Орденом «Знак Почёта».
Постановлением ЦК КПСС и СМ СССР от 4 ноября 1985 года «За создание космического корабля «Союз Т» и разработку систем управления этого корабля» В. А. Тимченко был удостоен Государственной премии СССР в области науки и техники.
В 1996 году Указом Президента России «За заслуги перед государством,  большой вклад в подготовку и успешное осуществление первого этапа российско-американского сотрудничества в области пилотируемых космических полетов по
программе "Мир — Шаттл"» Заслуженный машиностроитель Российской Федерации

### Участие в Космической программе
С 1965 по 1966 год года В. А. Тимченко  был одним из двенадцати сотрудников успешно прошедших отбор в состав первого набора космонавтов в отряд ОКБ-1, но из-за загруженности по своей основной деятельности, был вынужден отказаться от этого.

### Смерть
Скончался 5 декабря 2005 года в Москве.

## Награды и знаки отличия
За период научной деятельности В. А. Тимченко был награждён Орденом Ленина (1971), и двумя орденами «Знак Почёта» (1961, 1976).